# Tecno
Tecno je talijanska karting momčad. U prošlosti se momčad natjecala u raznim automobilističkim prvenstvima, uključujući Europsku Formulu 2 i Formulu 1.

## Vanjske poveznice
- Tecno - Stats F1